# Lee Evans (acteur)
Pour les articles homonymes, voir Lee Evans et Evans.
Lee Evans, de son vrai nom Lee John Martin Evans, né le 25 février 1964 à Avonmouth, dans la banlieue de Bristol, en Angleterre, au (Royaume-Uni), est un acteur et humoriste britannique.
En tant qu'humoriste, il a un grand succès en Grande-Bretagne sur scène où il fait des one man shows.

## Filmographie

### Cinéma
- 1995 : Les Drôles de Blackpool (Funny bones) de Peter Chelsom : Jack Parker
- 1997 : La Souris de Gore Verbinski : Lars Smuntz
- 1997 : Le Cinquième Élément de Luc Besson : Fog
- 1998 : Mary à tout prix de Bobby et Peter Farrelly : Tucker/Norman Phipps
- 2000 : Un homme à femmes (The Ladies Man) de Reginald Hudlin : Barney
- 2001 : The Martins de Tony Grounds : Robert Martin
- 2002 : L'Amour, six pieds sous terre de Nick Hurran : Delbert Butterfield
- 2003 : Le Médaillon de Dave Borthwick, Jean Duval et Frank Passingham : Arthur Watson
- 2004 : Freeze Frame de John Simpson : Sean Veil
- 2005 : Pollux : Le Manège enchanté de Dave Borthwick, Jean Duval  et Frank Passingham : Le train (voix)

### Télévision
- 2009 : Doctor Who : Professeur Malcolm Taylor (épisode : Planète Morte)